# Juliana María de Brunswick-Wolfenbüttel

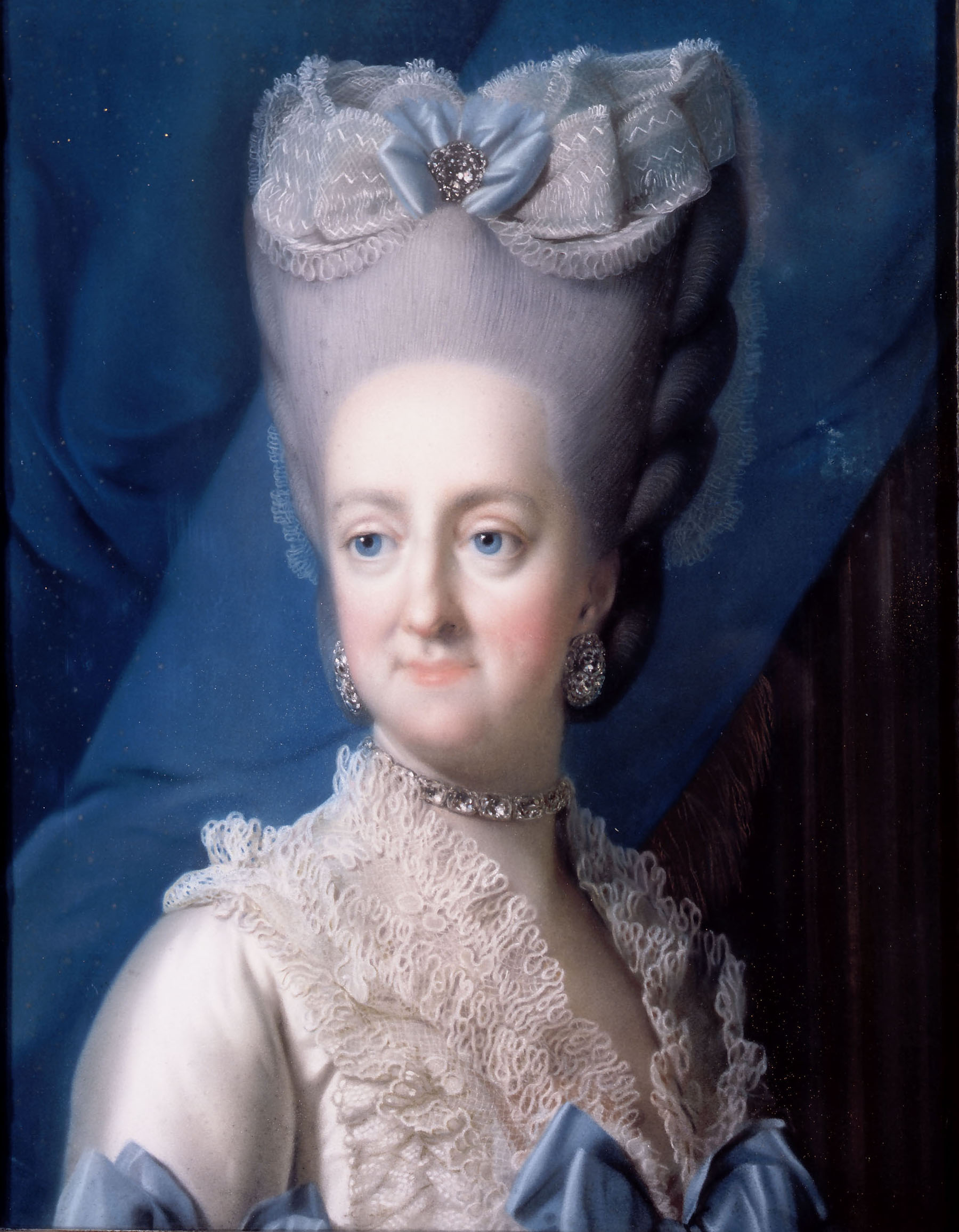
Juliana María de Dinamarca. Retrato de 1780 por Vigilius Eriksen.

Juliana María de Brunswick-Wolfenbüttel (Wolfenbüttel, 4 de septiembre de 1729- Fredensborg, 10 de octubre de 1796) fue reina de Dinamarca y Noruega, consorte del rey Federico V. Fue una importante defensora del conservadurismo danés y regente de facto durante el reinado de Cristián VII.

## Biografía
Era hija del duque Fernando Alberto II de Brunswick-Wolfenbüttel y de Antonieta Amalia de Brunswick-Wolfenbüttel. 
El 8 de julio de 1752 se casó con el rey Federico V de Dinamarca, quien había enviudado de su primera esposa, la reina Luisa de Gran Bretaña, el año anterior.
Siendo reina consorte, llevó una vida tranquila y alejada de la política, como se desprende de sus escritos en su diario personal. Tuvo un solo hijo, el príncipe Federico.
En 1766, enviudó. El nuevo rey, su hijastro Cristián VII, llevó una vida escandalosa entre el libertinaje y los problemas mentales, que lo alejaron prácticamente por completo de los asuntos de Estado, que fueron delegados en su médico, Johann Friedrich Struensee, y en la reina consorte, Carolina Matilde de Gran Bretaña.
Las reformas liberales de Struensee y su relación sentimental con la reina Carolina Matilde escandalizaron a los conservadores daneses, a cuya cabeza se situó la reina viuda Juliana María. El 17 de enero de 1772, en un golpe de la corte, Struensee y sus colaboradores fueron arrestados y ejecutados el 28 de abril. En tanto, Carolina Matilde fue deportada del país.
Federico, el hijo de Juliana María, fue nombrado regente de un nuevo gobierno, pero solo sería un títere de su madre y del ministro Ove Høegh-Guldberg. El gobierno fue de un conservadurismo extremo, y Juliana María se erigió como la heroína de la nobleza, conservando los privilegios de ésta y concediendo nuevos títulos, en una forma de afianzarse en el poder.
Su poder terminó el 14 de abril de 1784, cuando su nietrasto, el príncipe heredero Federico, primogénito de Cristian y Carolina Matilde, dio un golpe en palacio, convirtiéndose en el nuevo regente. Aunque Juliana y Høegh-Guldberg intentaron aliarse al príncipe, éste instauró su gobierno de manera independiente, reinstalando varias de las reformas liberales de Struensee.
Después de dejar gran parte del gobierno a funcionarios experimentados, en cambio parece haber enfatizado con gran responsabilidad la tarea que también le impuso una carta real, que le había sido confiada para tener la supervisión suprema del príncipe heredero y la educación de su hermana. Aunque la elección del general Eickstedt como presidente del Tribunal Supremo porque el príncipe no fue afortunado, debe decirse que su educación y enseñanza en general fueron sólidas. Por otro lado, sufrió un gran naufragio en su relación personal con el príncipe heredero. Él supo desde el principio cómo había sido la relación entre ella y su madre, e incluso después de su muerte en 1775, esto pudo haber dificultado que la reina viuda se ganara su confianza. Esto no solo fue en gran detrimento de él, sino que también fue desafortunado para ella, y más aún cuando estaba sufriendo por dejar de tener algo que decirle al príncipe heredero también cuando él creciera.
Cuando el príncipe heredero iba a ser confirmado en abril de 1784 para allí, después de ocupar un asiento en el Consejo de Estado, Juliana María le entregó una serie de reglas gubernamentales, escritas por su propia mano. Es igualmente cierto que no pudo escribir un idioma danés tan bueno como el que están escritos y que, por lo tanto, ha utilizado la ayuda de otra persona, probablemente de Guldberg, con las formulaciones, al igual que hay pocas razones para hacerlo. Dudo que ellos, en lo que respecta a pensamientos y opiniones, sean esencialmente su propio trabajo. Eran bastante sensatos y bien intencionados, pero también eran característicos, no solo del carácter bastante conservador que tenían, sino también de la advertencia que contenían al heredero al trono de que debía ayudarla a ella y al príncipe hereditario en el futuro.
Alejada de la política, la reina viuda falleció en 1796 en el Palacio de Fredensborg. Sus restos fueron trasladados a la Catedral de Roskilde. Si bien no logró colocar a su hijo en el trono, su nieto, Cristián, sería rey en 1839.

## Ancestros
|  |                                                             |  |  |  |  |  |  |  |  |  |  |  |  |  |  |  |
|  | 8. Augusto II de Brunswick-Wolfenbüttel                     |  |  |  |  |  |  |  |  |  |  |  |  |  |  |  |
|  |                                                             |  |  |  |  |  |  |  |  |  |  |  |  |  |  |  |
|  |                                                             |  |  |  |  |  |  |  |  |  |  |  |  |  |  |  |
|  | 4. Fernando Alberto I de Brunswick-Wolfenbüttel-Bevern      |  |  |  |  |  |  |  |  |  |  |  |  |  |  |  |
|  |                                                             |  |  |  |  |  |  |  |  |  |  |  |  |  |  |  |
|  |                                                             |  |  |  |  |  |  |  |  |  |  |  |  |  |  |  |
|  | 9. Isabel Sofía de Mecklemburgo                             |  |  |  |  |  |  |  |  |  |  |  |  |  |  |  |
|  |                                                             |  |  |  |  |  |  |  |  |  |  |  |  |  |  |  |
|  |                                                             |  |  |  |  |  |  |  |  |  |  |  |  |  |  |  |
|  | 2. Fernando Alberto II de Brunswick-Wolfenbüttel            |  |  |  |  |  |  |  |  |  |  |  |  |  |  |  |
|  |                                                             |  |  |  |  |  |  |  |  |  |  |  |  |  |  |  |
|  |                                                             |  |  |  |  |  |  |  |  |  |  |  |  |  |  |  |
|  | 10. Federico de Hesse-Eschwege                              |  |  |  |  |  |  |  |  |  |  |  |  |  |  |  |
|  |                                                             |  |  |  |  |  |  |  |  |  |  |  |  |  |  |  |
|  |                                                             |  |  |  |  |  |  |  |  |  |  |  |  |  |  |  |
|  | 5. Cristina de Hesse-Eschwege                               |  |  |  |  |  |  |  |  |  |  |  |  |  |  |  |
|  |                                                             |  |  |  |  |  |  |  |  |  |  |  |  |  |  |  |
|  |                                                             |  |  |  |  |  |  |  |  |  |  |  |  |  |  |  |
|  | 11. Leonor Catalina de Zweibrücken                          |  |  |  |  |  |  |  |  |  |  |  |  |  |  |  |
|  |                                                             |  |  |  |  |  |  |  |  |  |  |  |  |  |  |  |
|  |                                                             |  |  |  |  |  |  |  |  |  |  |  |  |  |  |  |
|  | 1. Juliana María de Brunswick-Wolfenbüttel                  |  |  |  |  |  |  |  |  |  |  |  |  |  |  |  |
|  |                                                             |  |  |  |  |  |  |  |  |  |  |  |  |  |  |  |
|  |                                                             |  |  |  |  |  |  |  |  |  |  |  |  |  |  |  |
|  | 12. Antonio Ulrico de Brunswick-Wolfenbüttel                |  |  |  |  |  |  |  |  |  |  |  |  |  |  |  |
|  |                                                             |  |  |  |  |  |  |  |  |  |  |  |  |  |  |  |
|  |                                                             |  |  |  |  |  |  |  |  |  |  |  |  |  |  |  |
|  | 6. Luis Rodolfo de Brunswick-Wolfenbüttel                   |  |  |  |  |  |  |  |  |  |  |  |  |  |  |  |
|  |                                                             |  |  |  |  |  |  |  |  |  |  |  |  |  |  |  |
|  |                                                             |  |  |  |  |  |  |  |  |  |  |  |  |  |  |  |
|  | 13. Isabel Juliana de Schleswig-Holstein-Sonderburg-Norburg |  |  |  |  |  |  |  |  |  |  |  |  |  |  |  |
|  |                                                             |  |  |  |  |  |  |  |  |  |  |  |  |  |  |  |
|  |                                                             |  |  |  |  |  |  |  |  |  |  |  |  |  |  |  |
|  | 3. Antonieta Amalia de Brunswick-Wolfenbüttel               |  |  |  |  |  |  |  |  |  |  |  |  |  |  |  |
|  |                                                             |  |  |  |  |  |  |  |  |  |  |  |  |  |  |  |
|  |                                                             |  |  |  |  |  |  |  |  |  |  |  |  |  |  |  |
|  | 14. Alberto Ernesto I de Oettingen-Oettingen                |  |  |  |  |  |  |  |  |  |  |  |  |  |  |  |
|  |                                                             |  |  |  |  |  |  |  |  |  |  |  |  |  |  |  |
|  |                                                             |  |  |  |  |  |  |  |  |  |  |  |  |  |  |  |
|  | 7. Cristina Luisa de Oettingen-Oettingen                    |  |  |  |  |  |  |  |  |  |  |  |  |  |  |  |
|  |                                                             |  |  |  |  |  |  |  |  |  |  |  |  |  |  |  |
|  |                                                             |  |  |  |  |  |  |  |  |  |  |  |  |  |  |  |
|  | 15. Cristina Federica de Wurtemberg                         |  |  |  |  |  |  |  |  |  |  |  |  |  |  |  |
|  |                                                             |  |  |  |  |  |  |  |  |  |  |  |  |  |  |  |
|  |                                                             |  |  |  |  |  |  |  |  |  |  |  |  |  |  |  |

| Predecesor: Luisa de Gran Bretaña | Reina consorte de Dinamarca y Noruega 8 de julio de 1752-14 de enero de 1766 | Sucesor: Carolina Matilde de Gran Bretaña |